# Kiełczyn
Kiełczyn este o arie protejată (sit de importanță comunitară — SCI) din Polonia întinsă pe o suprafață de 2,75 ha, integral pe uscat.

## Localizare
Centrul sitului Kiełczyn este situat la coordonatele 50°48′42″N 16°38′29″E / 50.8117°N 16.6415°E.

## Înființare
Situl Kiełczyn a fost declarat sit de importanță comunitară în octombrie 2009 pentru a proteja 1 specie de animale.

## Biodiversitate
Situată în ecoregiunea continentală, aria protejată nu include niciun habitat protejat.
La baza desemnării sitului se află o specie protejată de  mamifere: liliac comun (Myotis myotis).